# بتروفورم

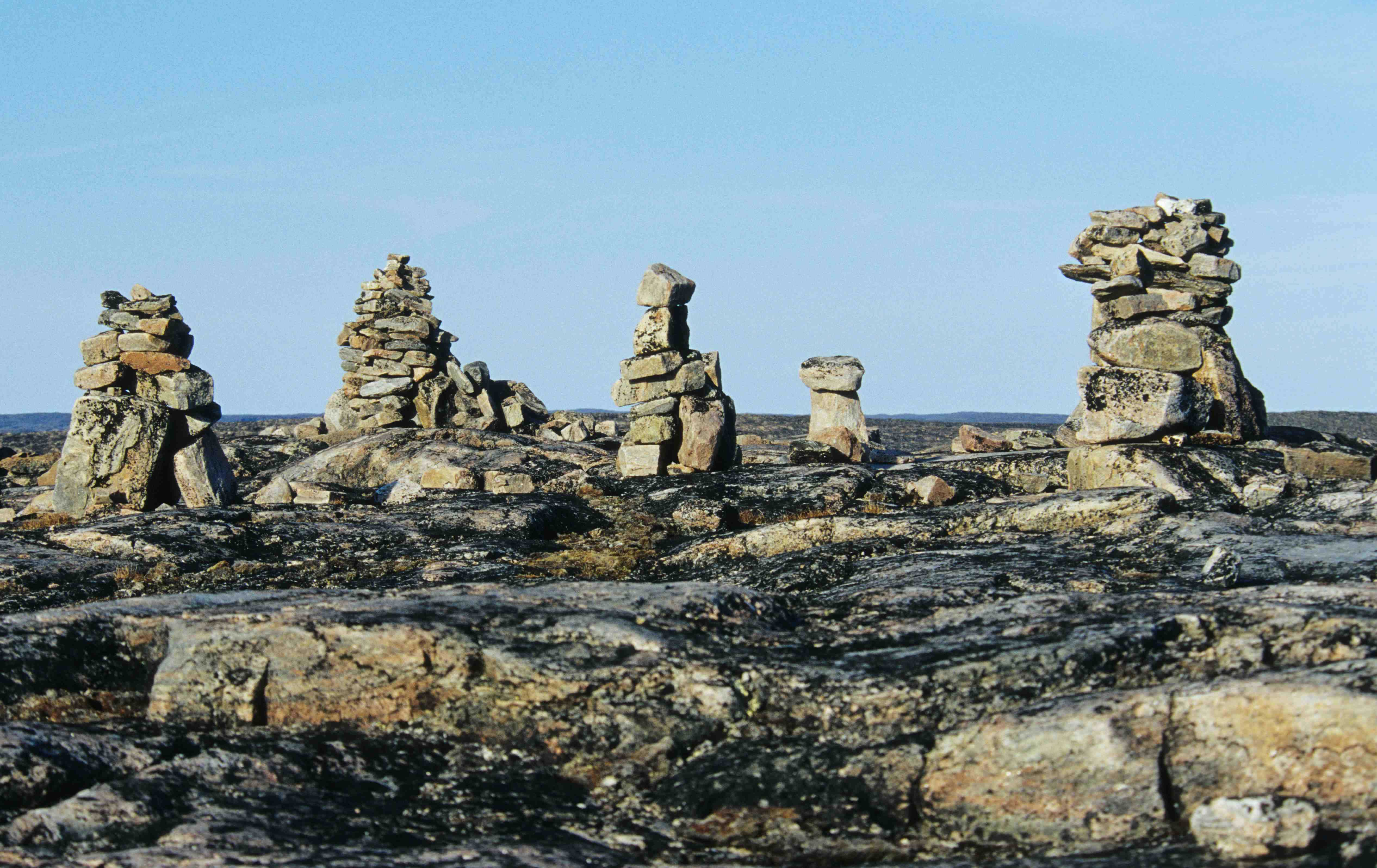
مجموعة من الإينوكشوك في جزيرة بافن في مقاطعة نونافوت الكندية

البتروفورم Petroforms وتعرف أيضا بالمخططات الجلمودية Boulder Outlines أو الفسيفساء الجلمودية Boulder Mosaics، هي أشكال وأنماط من صنع الإنسان وهي عبارة عن صخور كبيرة مصفوفة على سطح الأرض المفتوحة، وغالبا في مناطق ذات مسطحات مستوية تماما.
وفي أمريكا الشمالية وجدت اشكال من البتروفورم صنعت من قبل السكان الأصليين. وقد أستخدم هؤلاء مصطلحات مختلفة لوصفها. والبتروفورم يمكن أن تتضمن رجم صخرية أو إينوكشوك inukshuk، وهو لوح مونوليثي قائم، عجلة الطب، وحفرة النار، والمصائد(السهام) الصحراوية والصخور المنحوتة، أو ببساطة الصخور المصفوفة أو المكدسة لأسباب مختلفة. 
بتروفورم من العالم القديم تشمل حجارة كارناك والعديد من المعالم المغليثية الأخرى.